# Santiago Sur (Panama)
Santiago Sur ist ein Corregimiento des Bezirks Santiago in der Provinz Veraguas in Panama. Bei der Volkszählung im Jahr 2023 hatte es 1267 Einwohner. Das Corregimiento erstreckt sich über eine Fläche von 164,7 km².
Das Corregimiento wurde durch Gesetz Nr. 68 vom 30. Oktober 2017 geschaffen.

## Orte
Im Corregimiento Santiago Sur befinden sich folgende Orte:
- Aguacatal
- Alto El Horcón
- Barracín
- Barro Morado
- Calabacito
- Carrizal
- Cirbulaco
- Dos Bocas
- El Coco
- El Coco Arriba
- El Coquito
- El Gabriel
- El Sitio
- El Suay
- Entradero de Los Duendes
- Guacamaya
- La Laguna
- La Pifa
- La Sabaneta
- Las Blanditas
- Las Colomas
- Los Duendes
- Los Guabitos
- Paraíso o Tiestal de Ponuga
- Peña El Mero
- Pocrí
- Señiles
- Suay Arriba
- Zapotal
- Zurrones